# چرخند ماتمو–بلبل
چرخند ماتمو–بلبل (انگلیسی: Cyclone Bulbul) یک چرخند حاره‌ای بود که در نوامبر ۲۰۱۹ ویتنام، بنگال غربی و بنگلادش را درنوردید. این توفند موجب خیزآب، سیل ناگهانی و باران سنگین شد.